# IC 2195
IC 2195 — галактика типу NF (в процесі підтвердження) у сузір'ї Кіль.
Цей об'єкт міститься в оригінальній редакції індексного каталогу.